# Caesars World of Gambling
Caesars World of Gambling is een computerspel dat werd ontwikkeld en uitgegeven door Philips Interactive Media. Het spel kwam in 1991 uit voor het platform Philips CD-i. De speler speelt in het casino Caesar's Palace en kan hier de typisch casino spellen spellen, zoals blackjack, roulette, craps en gokkasten. Het spel omvat fotorealistische beelden van ene casino. De speler begint met een startkapitaal van $ 500. Het spel is gelimiteerd tot vier spelers.

## Ontvangst
| Beoordeeld door                      | Datum      | Score |
| ------------------------------------ | ---------- | ----- |
| Video Games & Computer Entertainment | maart 1994 | 80    |